# Antica diocesi di Roskilde

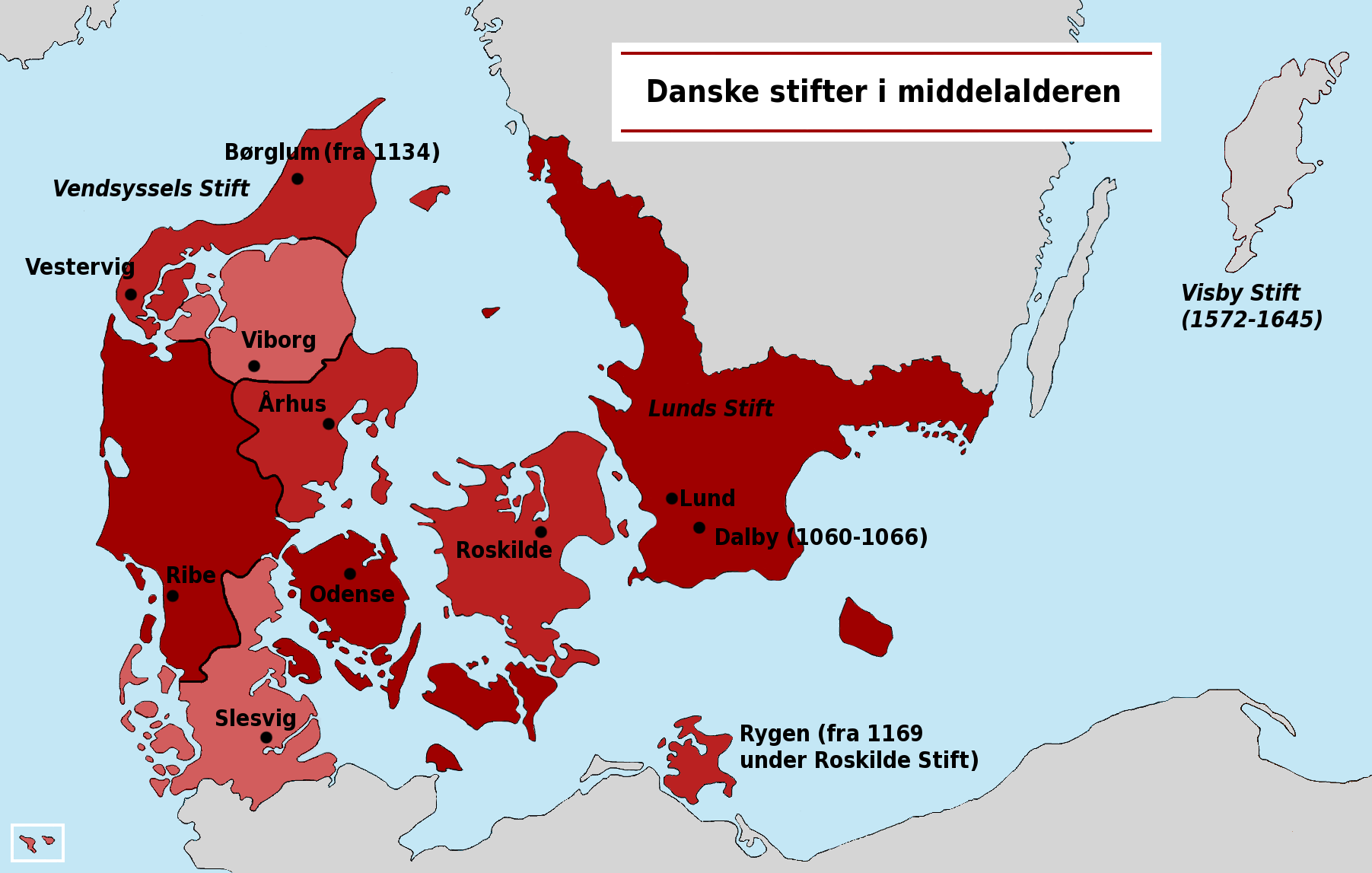
Mappa della provincia ecclesiastica di Lund nel Medioevo.

La diocesi di Roskilde (in latino Dioecesis Roskildensis) è una sede soppressa della Chiesa cattolica.

## Territorio
La diocesi comprendeva le isole danesi di Selandia e Møn e l'isola di Rügen (oggi nel nord della Germania).
Sede vescovile era la città di Roskilde, dove si trova la cattedrale.

## Storia
La diocesi di Roskilde fu eretta nel 991, ricavandone il territorio dall'arcidiocesi di Brema-Amburgo.
Nel 1060 cedette i territori svedesi a vantaggio dell'erezione delle diocesi di Dalby e di Lund.
Originariamente suffraganea dell'arcidiocesi di Amburgo-Brema, nel 1104 Roskilde entrò a far parte della provincia ecclesiastica dell'arcidiocesi di Lund.
L'isola di Rügen fu incorporata nel territorio della diocesi con una bolla di papa Alessandro III nel 1169.
L'ultimo vescovo in comunione con la Santa Sede, Joachim Rønnow, fu imprigionato per la sua strenua difesa della fede cattolica e morì in carcere nel 1542..
Durante il secolo scorso Roskilde è stata una sede titolare della Chiesa cattolica. L'unico vescovo titolare fu Josef Ludwig Brems, vicario apostolico di Danimarca, nominato nel 1922 (lo stesso anno in cui fu ripristinato il titolo anche dalla Chiesa di Danimarca con la fondazione della nuova diocesi di Roskilde).

## Cronotassi dei vescovi
- Godebald †
- Gerbrand † (1010/1020 - circa 1030 deceduto)
- Aage † (1030 consacrato - 1043 deceduto)
- Vilhelm † (1044 - 8 maggio 1074 deceduto)
- Svend Nordmand † (1079 - 1088 deceduto)
- Arnold † (1089 - ? deceduto)
- Peder Bodelson † (1124 - 4 giugno 1134 deceduto)
- Eskil † (1134 - 1138 nominato arcivescovo di Lund)
- Rike I † (1138 - 18 ottobre 1139 deceduto)
- Rike II † (? - circa 1148 nominato vescovo di Schleswig)
- Asser † (1143 - 18 aprile 1156 o 1157 deceduto)
- Absalon † (1158 - 1191 dimesso)
- Peder Sunesen † (1192 consacrato - 29 ottobre 1214 deceduto)
- Peder Saxesen † (1217 - 11 gennaio 1224 nominato arcivescovo di Lund)
- Peder Jacobsen † (1224 - 18 maggio 1225 deceduto)
- Niels Stigsen † (1226 consacrato - 23 settembre 1249 deceduto)
- Jakob Erlandsen † (1249 - 13 agosto 1253 nominato arcivescovo di Lund)
- Peder Bang † (1253 - 23 giugno 1277 deceduto)
- Stig † (1278 consacrato - 11 settembre 1280 deceduto)
- Ingvar † (1280 - 23 aprile 1290 deceduto)
- Jens Krag † (1290 - 7 agosto 1300 deceduto)
- Oluf † (16 febbraio 1304 - 9 marzo 1320 deceduto)
- Jens Hind † (19 marzo 1322 - 24 marzo 1330 deceduto)
- Jens Nyborg, O.P. † (15 giugno 1330 - 23 gennaio 1344 deceduto)
- Jacob Poulsen † (1344 - maggio 1350 deceduto)
- Henrik Gertsen † (1350 - 17 ottobre 1368 deceduto)
- Niels Jacobsen Ulfeldt † (21 luglio 1369 - 18 gennaio 1395 deceduto)
- Peder Jensen Lodehat † (3 luglio 1395 - 21 ottobre 1416 deceduto)
- Jens Andersen Lodehat † (9 marzo 1418 - 15 luglio 1431 deceduto)
- Jens Pedersen Jernskæg † (7 gennaio 1432 - 13 settembre 1448 deceduto)
- Oluf Daa † (13 gennaio 1449 - 13 febbraio 1461 deceduto)
- Oluf Mortensen Baden † (12 giugno 1461 - 28 agosto 1485 deceduto)
- Niels Skave † (4 novembre 1485 - 12 novembre 1500 deceduto)
- Johan Jepsen Ravensberg † (21 aprile 1501 - aprile 1512 deceduto)
- Lage Jørgensen Urne † (20 agosto 1512 - 29 aprile 1529 deceduto)
- Joachim Rønnow † (? - 1542 deceduto)

## Cronotassi dei vescovi titolari
- Josef Ludwig Brems, O.Praem. † (10 ottobre 1922 - 5 aprile 1958 deceduto)